# Arsinoites
Arsinoites, även känd som Arsinoe, Cleopatris och Cleopatra, var en antik hamnstad vid Egyptens nordöstra kust vid Suezviken vid Röda havet.
Den gavs av Ptolemaios II till Arsinoe II, och därefter tillföll stadens inkomster drottningarna ur den ptolemeiska dynastin. Staden hade ett strategiskt läge mellan Sinaihalvön och den kungliga kanalen från Röda havet till norra Egypten, men den hårda sydvinden gjorde att den lukrativa handeln mellan Medelhavet och Indien mer gick till Myos Hormos och Berenice Troglodytica, även om den i mindre grad också gick till Arsinoites. Den upplevde en storhetstid under romarriket, men utkonkurrerades då grannstaden Clysma grundades av kejsar Trajanus i början av 100-talet e.Kr.